# 교리도서관
교리도서관은 부산광역시 기장군에 있는 공립 도서관이다.

## 연혁
- 2022. 04. 01 교리도서관 개관